# Acidosis láctica
La acidosis láctica es la acumulación excesiva de lactato en condiciones anaeróbicas, debido a que el cuerpo trata de transformar energía en condiciones aerobias, pero cuando este se ve insuficiente, el cuerpo repone energía a través de la formación de ácido láctico.
Acidosis láctica es un tipo de acidosis metabólica, caracterizada por el aumento de la producción de ácido láctico como respuesta a la dificultad de utilización del oxígeno a nivel tisular, con aumento del hiato aniónico y disminución del bicarbonato.

## Generalidades
Se presenta cuando el ácido láctico, que es producido cuando los niveles de oxígeno en el cuerpo caen, se acumula en el torrente sanguíneo más rápido de lo que puede ser eliminado.
El ácido láctico es el producto final del metabolismo anaerobio de la glucosa (glucólisis anaeróbica).
El paso de piruvato + NADH a láctico + NAD es reversible, catalizado por la deshidrogenasa láctica, lo que se acentúa en anerobiosis.
En condiciones aeróbicas, los hidrogeniones llegan a formar agua, dejando el piruvato para su descarboxilación oxidativa u otras reacciones.
Si acelera la glucólisis anaeróbica (por una hipoxia tisular), se acentúa la tasa de lactato sobre piruvato, situación que se asocia con acidosis metabólica.
Puede ser una manifestación de la enfermedad de Wernicke.

## Causas
Algunas de las causas de la acidosis láctica incluyen:
- Enfermedades genéticas
  - Enfermedad de Von Gierke
  - Síndrome GRACILE
  - Síndrome MELAS
- Fármacos
  - Fenformina[1]
  - Metformina[2]
  - Isoniacida
  - Inhibidores de la transcriptasa inversa análogos de nucleósidos
  - Cianuro de potasio (intoxicación cianhídrica)
- Otros
  - Hipoxia e hipoperfusión
  - Hemorragia
  - Polimiositis
  - Intoxicación por etanol
  - Sepsis
  - Shock
  - Enfermedad hepática
  - Cetoacidosis diabética
  - Ejercicio excesivo
  - Hipoperfusión regional
  - Linfoma no Hodgkin y de Burkitt

## Síntomas
- Náuseas
- Vómitos
- Debilidad muscular
- Taquipnea

## Pruebas y exámenes
Exámenes de sangre para verificar los niveles de electrolitos

## Tratamiento
La remoción directa del lactato del organismo (por ejemplo con hemofiltración) es dificultosa, con evidencias limitadas de beneficios.  En acidosis láctica de tipo A, el tratamiento consiste en un efectivo manejo de la causa subyacente, y evidencia limitada acredita el uso de soluciones de bicarbonato de sodio para mejorar los valores de pH (lo cual está asociado con un incremento de la generación de dióxido de carbono y podría reducir los niveles de calcio).
En la acidosis láctica producida por medicación, la retirada de ésta podría ser necesaria.
La acidosis láctica en contexto de las enfermedades mitocondriales (tipo B3) podrían ser tratadas con una dieta cetogénica y posiblemente con dicloroacetato (DCA), aunque esto podría ser complicado por una neuropatía periférica y tiene una base de evidencia débil.